# Karl Christian Müller
Karl Christian Müller (Pseudonym Teut oder Teut Ansolt; * 17. Januar 1900 in Saarlouis; † 10. Januar 1975 in Homburg) war ein deutscher Lyriker und Schriftsteller.

## Leben
Müller wurde 1900 als Sohn eines Postbeamten in Saarlouis geboren. Nach dem Umzug der Familie nach Saarbrücken besuchte er von 1906 bis 1910 dort die Volksschule und anschließend von 1910 bis 1918 das „Reform-Realgymnasium“, das er wegen des Krieges mit dem Notabitur abschloss. Noch während des Ersten Weltkriegs machte er 1918 eine Ausbildung zum Funker im schlesischen Liegnitz im Grenadier-Regiment König Wilhelm I.
Von 1918 bis 1919 studierte er Germanistik, Evangelische Theologie, Geschichte, Philosophie und Geographie an der Eberhard Karls Universität Tübingen und wurde Mitglied der Studentenverbindung „Nicaria“. 1919 wurde er kurzzeitig Mitglied des Freikorps „Freiwilligen-Bataillon von Liebermann“ im Baltikum, bevor er dann noch im gleichen Jahr sein Studium in Tübingen, München, Bonn und Köln weiterführte und 1924 mit dem ersten Staatsexamen abschloss. Schon im Jahr zuvor hatte er promoviert. In den Jahren 1924 und 1925 war er Studienreferendar für das Höhere Lehramt in St. Wendel und Saarbrücken. Von 1925 bis 1962 arbeitete er dann als Studienrat bzw. Oberstudienrat an verschiedenen Schulen im Saargebiet, in der Westmark und im Saarland.
Im Jahr 1930 gründete er den Jungenbund „Trucht“ in Saarbrücken und forcierte bis 1934 den Zusammenschluss mit anderen bündischen Gruppen zum „Fuldabund“, dann zur „Deutschen Autonomen Jungenschaft“. Zum 1. Mai 1933 trat er in die NSDAP (Mitgliedsnummer 2.710.198) und im selben Jahr in den Nationalsozialistischen Lehrerbund ein, er wurde Mitglied der Deutschen Front, die sich für die Rückkehr des Saargebietes in das Deutsche Reich starkmachte. Trotz anfänglicher Probleme mit den Nationalsozialisten wegen seiner bündischen Tätigkeit passte sich Müller dem nationalsozialistischen System an und übte auch parteinahe Funktionen aus, wie etwa ab 1935 die des „Leiters des Verbandskreises Saarbrücken Stadt und Land im Gau Rheinland-Pfalz/Saar“ des Reichsverbandes Deutscher Schriftsteller. Im Zweiten Weltkrieg war Müller zwischen 1942 und 1944 Kriegsberichterstatter in verschiedenen Propagandakompanien der Marine. 1944 geriet er in Ägypten in britische Kriegsgefangenschaft und wurde erst 1948 entlassen. Die französische Besatzungsmacht stufte Müller nach seiner Rückkehr in das Saarland als „minderbelastet“ ein, verwehrte ihm anfangs aber die Rückkehr in den Schuldienst. Erst Anfang 1950 durfte er wieder als Lehrer arbeiten. In der sowjetischen Besatzungszone war seine Schrift Der Waffenstillstand (Truchtverlag, Leipzig 1933) auf die Liste der auszusondernden Literatur gesetzt worden.
In den folgenden Jahren gründete Müller die Trucht zweimal neu (1950 und 1962) und engagierte sich stark für die saarländische Literaturszene: Von 1951 bis 1964 war er Mitgründer und erster Vorsitzender des „Verbandes saarländischer Autoren“. 1965 gründete er den „Steinwald-Verlag“ in Saarbrücken und leitete ihn fünf Jahre lang. 1967 und 1968 gründete er den „Arthur Friedrich Binz-Kreis“, von 1970 bis 1973 war er Vorsitzender des „Saarländischen Kulturkreises e. V.“
Müller wurde am 13. Januar 1975 auf dem Hauptfriedhof Saarbrücken bestattet. Er war seit 1935 verheiratet und hatte eine Tochter.
Sein Nachlass befindet sich im Literaturarchiv Saar-Lor-Lux-Elsass an der Universität des Saarlandes.

## Werk
Für den Germanisten und Historiker Torsten Mergen gehört Müller zu den „Wegbereitern des saarländischen Literaturbetriebs“. Schon in seinen Studentenjahren hatte Müller einen ersten Lyrikband veröffentlicht, in den Jahren bis zu seinem Tod folgten 16 weitere Bände mit Natur- und Geschichtslyrik, aber auch mit Novellen, Erzählungen und Essays.

## Ehrungen
1977 erhielt Müller einen Gedenkstein im „Ehrenhain der deutschen Jugendbewegung“ auf Burg Waldeck im Hunsrück.

## Werke
- Sie suchten eine Heimat. Hausen Verlagsgesellschaft, Saarlautern, 1937
- Der Bibelschreiber. Junge Generation, Berlin, 1943
- Wünschelrute. Minerva-Verlag, Saarbrücken, 1954
- Schiff, das vorüberfährt: Englische Gedichte von Thomas Hardy bis Aldous Huxley Minerva-Verlag, Saarbrücken, 1956
- Witz und Aberwitz: Anekdoten und Exempel aus der Zeit von Karl dem Grossen bis zum Dreissigjährigen Krieg. Meister, Heidelberg, 1963
- Blütenleiter. Meister, Heidelberg, 1963
- Hügel auf katalaunischem Feld. Steinwald Verlag, 1965
- Die Sandrose-Gesänge. Voggenreiter Verlag, 1966
- Waldsteine. Südmarkverlag, Heidenheim/Brenz, 1967
- Der Meerhornruf: Reigen. Südmark-Verlag Fritsch, Heidenheim (Brenz), 1974